# 2014 na música
Esta é uma relação de eventos notórios que decorreram no ano de 2014 na música.

## Acontecimentos
- 26 de Janeiro - Tem lugar a 56.ª gala da cerimónia de entrega de prémios Grammy Awards, no Staples Center em Los Angeles, Califórnia. O grupo Daft Punk arrecada cinco troféus, incluindo o de Album of the Year com Random Access Memories e Record of the Year com "Get Lucky".[1]
- 29 de Janeiro - A banda de rock Supercombo lança o seu terceiro álbum de estúdio "Amianto", que contém os singles "Piloto Automático" e "Amianto".
- 16 de Agosto - A rapper Jacki-O revela se aposentar do Hip-Hop para se tornar cristã.[2]
- 20 de Agosto - A rapper Nicki Minaj quebra o recorde de Miley Cyrus na plataforma Vevo com "Anaconda", somando 19,6 milhões de views em 24 horas.
- 25 de Agosto - A cantora Ariana Grande lança o seu segundo álbum de estúdio, My Everything.
- 9 de setembro – A banda U2 lança seu décimo terceiro álbum de estúdio, Songs of Innocence.
- 15 de outubro - A banda estadunidensde de heavy metal Slipknot lança seu quinto álbum de estúdio, .5: The Gray Chapter
- 23 de Novembro - Gravação do último DVD da Banda Calypso na Praça do Relógio (Belém).
- 12 de Dezembro - A rapper Nicki Minaj lança seu terceiro álbum de estúdio, The Pinkprint

## Obras de sucesso
Canções que lideraram na Billboard Hot 100:
- "The Monster" - Eminem com a participação de Rihanna (2 semanas em 2014; 2 semanas em 2013)
- "Timber" - Pitbull com a participação de Kesha (3 semanas)
- "Dark Horse" - Katy Perry com a participação de Juicy J (4 semanas)
- "Happy" - Pharrell Williams (10 semanas)
- "All of Me" - John Legend (3 semanas)
- "Fancy" - Iggy Azalea com a participação de Charli XCX (7 semanas)
- "Rude" - Magic! (6 semanas)
- "Shake It Off" - Taylor Swift (4 semanas)
- "All About That Bass" - Meghan Trainor (8 semanas)
- "Blank Space" - Taylor Swift (5 semanas)
- Menção Honrosa : "Xscape" de Michael Jackson que atingiu o 5ºLugar na Billboard top 100 com a canção Love Never Felt So Good e o álbum vendeu mais de 1,5 milhão de cópias ao redor do mundo.

## Mortes
- 3 de Janeiro - Phil Everly, 74, cantor (The Everly Brothers)
- 18 de Janeiro - Dennis Frederiksen, 62, cantor (Toto, LeRoux, Angel)
- 27 de Janeiro - Pete Seeger, 94, cantor
- 17 de Fevereiro - Bob Casale, 61, guitarrista (Devo)
- 24 de Fevereiro - Franny Beecher, 92, guitarrista(Bill Haley & His Comets)
- 14 de Março - Gary Burger, 72, cantor e guitarrista (The Monks)
- 15 de Março - Scott Asheton, 64, baterista (The Stooges)
- 23 de Março - Dave Brockie, 50, cantor (Gwar)
- 31 de Março - Frankie Knuckles, 59, DJ e produtor
- 5 de Abril - Jason McCash, 38, baixista (The Gates of Slumber)
- 6 de Abril - David Lamb, cantor e guitarrista (Brown Bird)
- 21 de Abril - Mundo Earwood, 61, cantor e compositor[3]
- 26 de Abril - DJ Rashad, 34, DJ
- 27 de Abril - DJ EZ Rock, 46, DJ (Rob Base and DJ E-Z Rock)
- 30 de Abril - Larry Ramos, 72, guitarrista (The Association)
- 15 de Junho - Casey Kasem, 82, co-criador e apresentador original de American Top 40, DJ
- 19 de Junho - Gerry Goffin, 75, letrista
- 27 de Junho - Bobby Womack, 70, cantor e compositor
- 11 de Julho - Tommy Ramone, 65, produtor e baterista fundador da banda Ramones
- 25 de Julho - Johnny Winter, 70, guitarrista, cantor e compositor
- 31 de Agosto - Jimi Jamison, 63, cantor (Survivor)
- 3 de Setembro - EunB, 21, cantora (Ladies' Code)
- 5 de Setembro - Simone Battle, 25, cantora (G.R.L.)
- 7 de Setembro - RiSe, 23, cantora (Ladies' Code)
- 14 de Outubro - Isaiah "Ikey" Owens, 38, tecladista (The Mars Volta, Jack White)
- 1 de Novembro - Wayne Static, 48, cantor (Static-X)
- 9 de Novembro - Jonathan Athon, 32, baixista (Black Tusk)
- 22 de Dezembro - Joe Cocker, 70, guitarrista e cantor[4]